# Mario Saggin
Mario Saggin (Padova, 8 dicembre 1895 – 6 gennaio 1981) è stato un politico e partigiano italiano.
Eletto all'Assemblea Costituente nelle file della Democrazia Cristiana, venne confermato nella I legislatura. Nel terzo Governo De Gasperi ricoprì l'incarico di Alto Commissario aggiunto per l'alimentazione.

## Biografia
Commercialista di professione, dopo l'Armistizio nel 1943, fu tra i fondatori dei primi movimenti di resistenza nel padovano. Membro del Comitato di Liberazione Nazionale fu incaricato di organizzare la resa dell'esercito tedesco nella città veneta, riuscendo a evitare il passaggio delle truppe nel capoluogo durante la ritirata.